# Аварія Boeing 757 в Сан-Хосе
Аварія Boeing 757 в Сан-Хосе — авіаційна аварія, що сталася 7 квітня 2022 року. Вантажний літак Boeing 757-27A, що працював під брендом німецької міжнародної компанії експрес-доставок DHL (належав авіакомпанії DHL de Guatemala) виконував плановий рейс D07216 за маршрутом Сан-Хосе — Гватемала (виконувався для DHL Aero Expreso). Після зльоту з міжнародного аеропорту імені Хуана Сантамарії в Сан-Хосе пілоти оголосили про несправність з гідравлікою і вирішили повертатися назад, але літак викотився за ЗПС аеропорту імені Хуана Сантамарії і впав у канаву; від удару літак розломився на дві частини. Літак облили піною для запобігання пожежі, обидва пілоти встигли евакуюватися та вижили і не отримали поранень.

## Літак

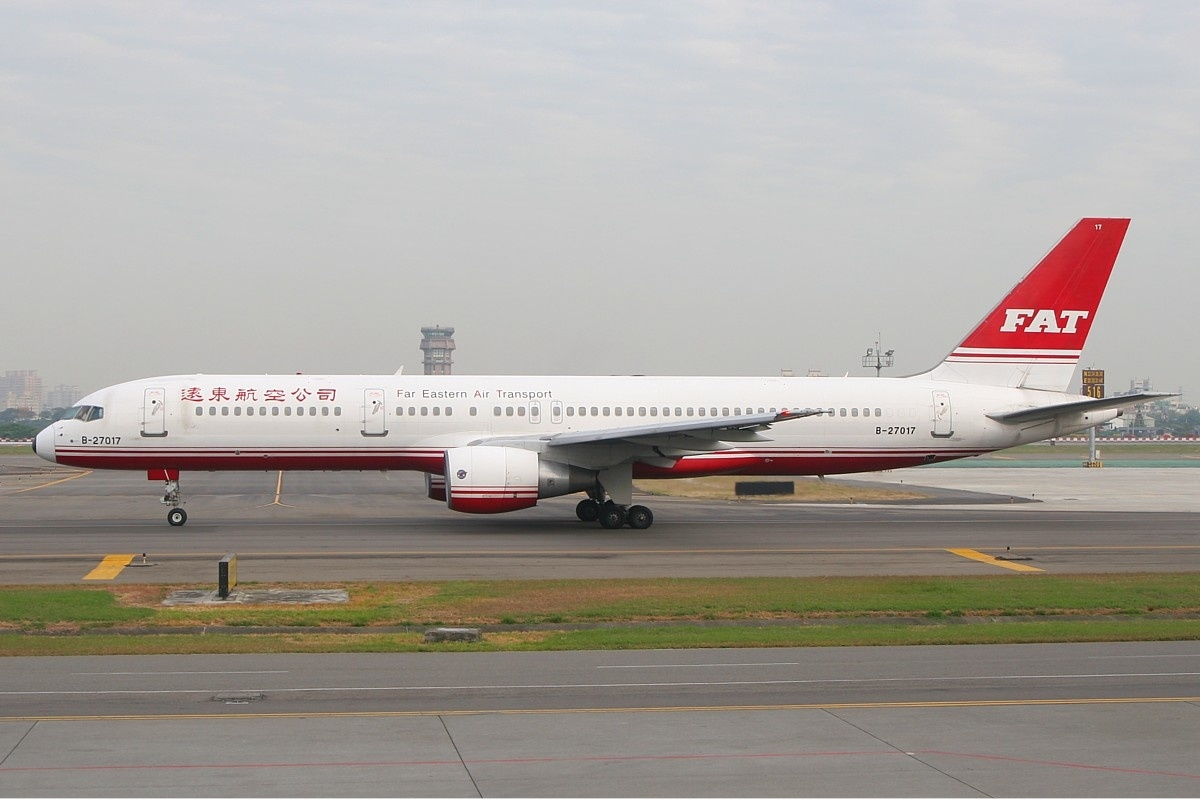
Літак, який потрапив в аварію в грудні 2006 року в Kaohsiung International Airport, під час роботи в Far Eastern Air Transport

Boeing 757-27A (реєстраційний номер HP-2010DAE, заводський 29610, серійний 904) був випущений в Рентоні в 1999 році (перший політ здійснив в 7 грудня), де знаходиться завод компанії Boeing, обладнаний двома двигунами Pratt & Whitney PW2037, раніше експлуатувався у тайванських авіакомпаніях, як пасажирський авіалайнер.
Борт було передано до DHL у травні 2010 року, йому дали ім'я Ciudad de David.

## Екіпаж
На борту знаходилось два члени екіпажу, оба вони були пілотами.

## Хронологія подій
За даними Flightradar24, борт вилетів о 09:34 UTC-6, полетів на північ країни і розвернувся у зворотний бік. Пілоти запросили посадку майже відразу після зльоту через відмову гідравліки. За даними Flightradar24, літак понад 50 хвилин перебував у зоні очікування над узбережжям Коста-Рики для того, щоб спалити паливо та вивільнити зайву вагу для посадки. Наприкінці приземлення літак розвернувся на 180° і врізався в насип поряд зі злітно-посадковою смугою. Фюзеляж розламався навпіл.
На борту було 2 пілоти, їх евакуювали.

## Розслідування
За даними розслідування причинами аварії стала технічна несправність, а саме несправність гідравліки.

## Наслідки
Аварія на злітно-посадковій смузі столичного аеропорту Сан-Хосе спричинила порушення розкладу рейсів. Службам аеропорту довелося перенаправити щонайменше 32 рейси до інших повітряних гаваней. Унаслідок аварії літак був списаний.